# Hul (Slowakije)
Hul (Hongaars:Hull) is een Slowaakse gemeente in de regio Nitra, en maakt deel uit van het district Nové Zámky.

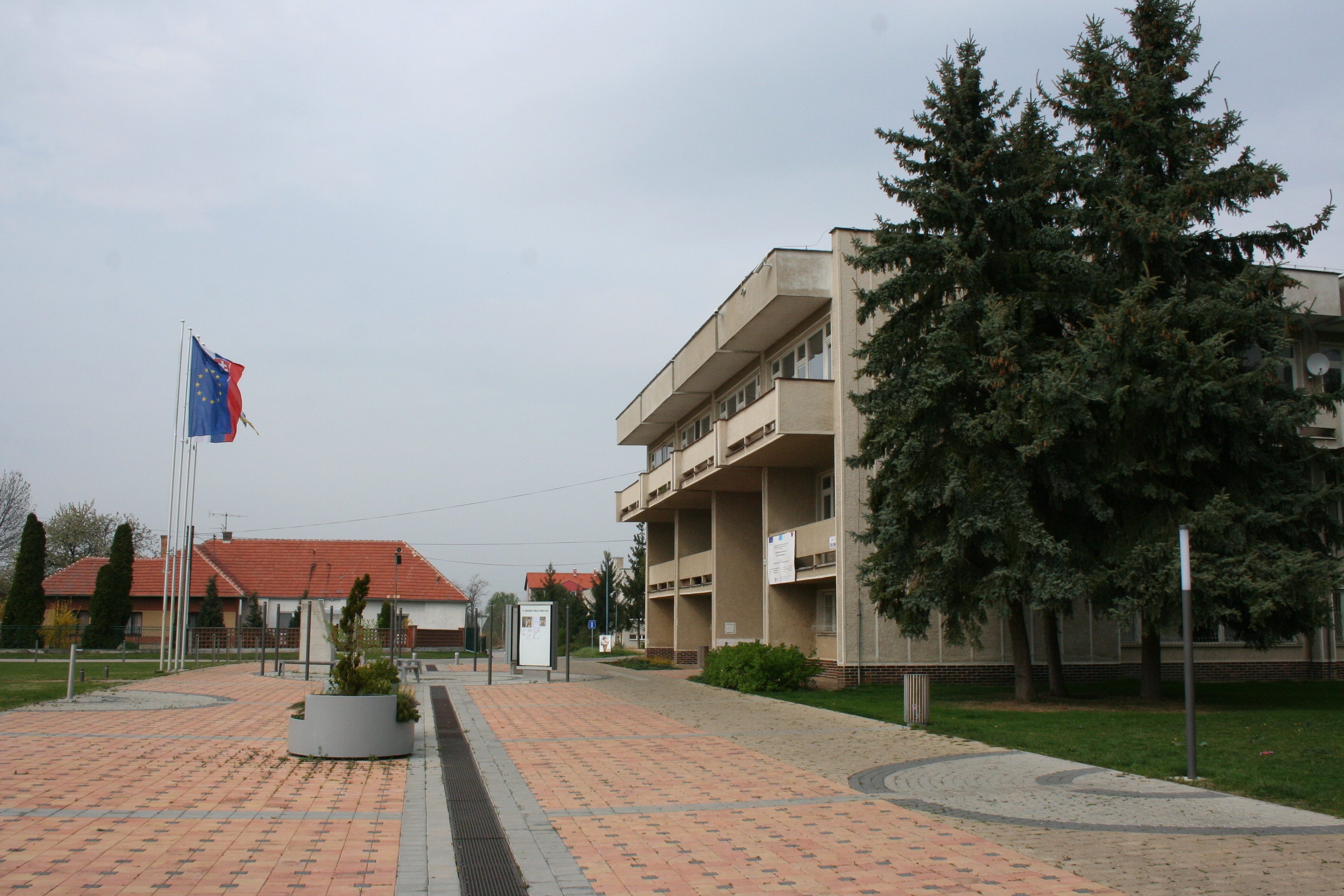
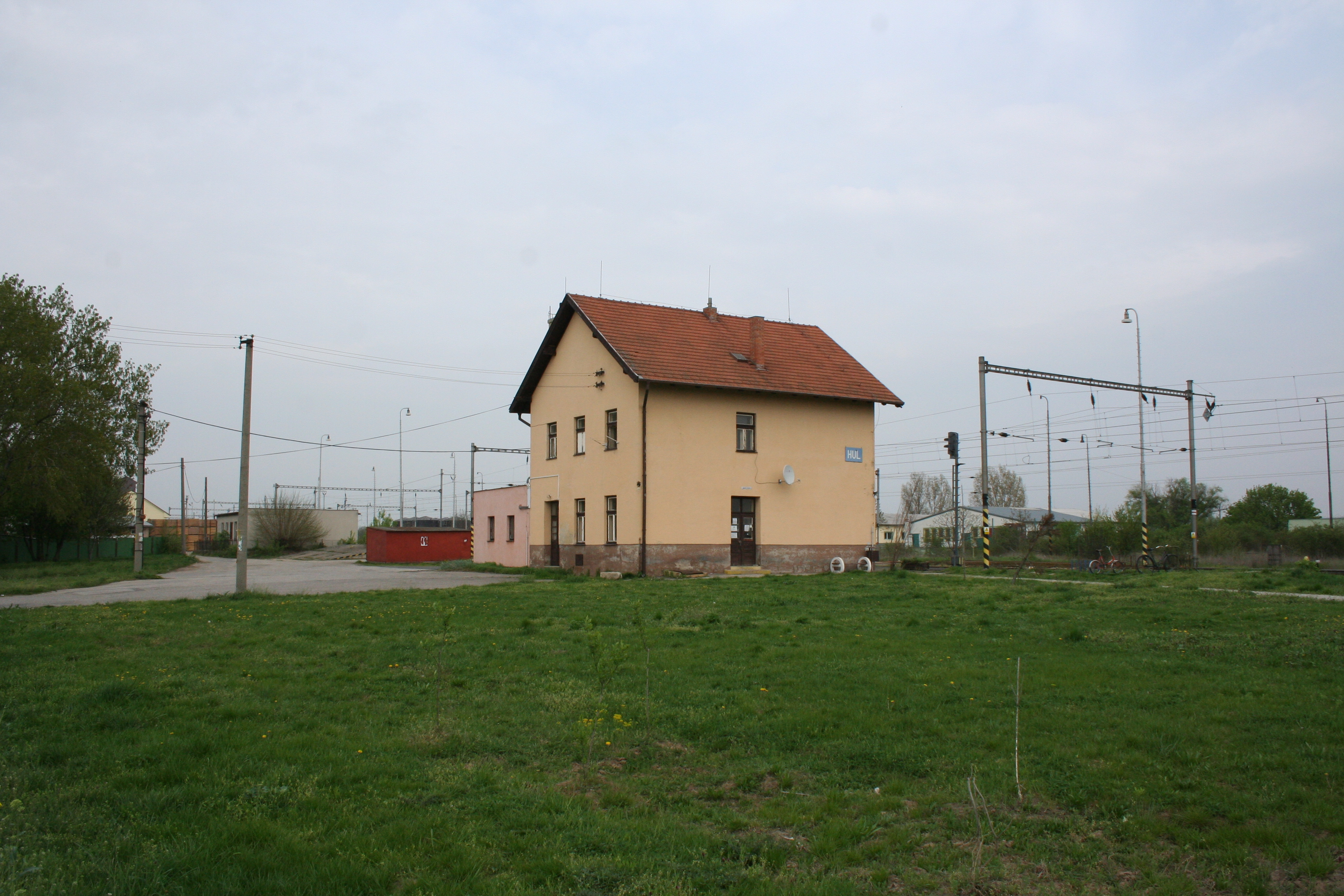

Hul telt 1231 inwoners.